# Transgas
Transgas è un edificio tecnologico con elementi derivati dallo stile architettonico del Brutalismo situato a Praga, nella Repubblica Ceca.
Il complesso consiste di un edificio centrale, di color grigio scuro a forma di cubo, la cui facciata è ricoperta da piccole pietre grigie di forma rettangolare, e da due edifici più alti dotati di lunghe finestre, in posizione retrocessa, costruiti in metallo e vetro. Le decorazioni sono state implementate con tubi del gas.
L'edificio venne commissionato dal governo Cecoslovacco nel 1970, anno in cui si raggiunse l'accordo con la Russia per la costruzione di un gasdotto per portare il gas dalla Russia all'Europa dell'ovest. L'edificio venne costruito tra il 1972 ed il 1978 al posto di alcuni appartamenti, in precedenza demoliti. Architetti e progettisti furono, Jiří Eisenreich, Jindřich Malátek, Václav Aulický and Ivo Loos, che si occupó della progettazione della fontana.
Il gasdotto venne chiamato Transgas, lo stesso con il quale venne usato dal 1978 per indicare l'edificio come l'ufficio di controllo del gasdotto stesso.
Dopo molti tentativi, da parte di differenti gruppi, di includere l'edificio nella lista del patrimonio culturale nazionale, nel 2017 è stata decisa la demolizione. Nel gennaio 2017 storici dell'arte di varie università della Repubblica Ceca hanno descritto l'edificio come un esempio eccezionale di architettura brutalista chiedendo al Ministro della cultura Daniel Herman di impedirne la demolizione.  Gli storici scrissero: "Nel contesto dell'architettura ceca della seconda metà del ventesimo secolo, il Transgas rappresenta un modello di creatività eccezionale, nello stile del brutalismo dell'ovest".
Nel Novembre del 2017 il Ministro della Cultura Ceca ha approvato la demolizione di Transgas per far spazio a nuovi edifici che verranno adibiti ad uffici ed appartamenti.

## Galleria d'immagini

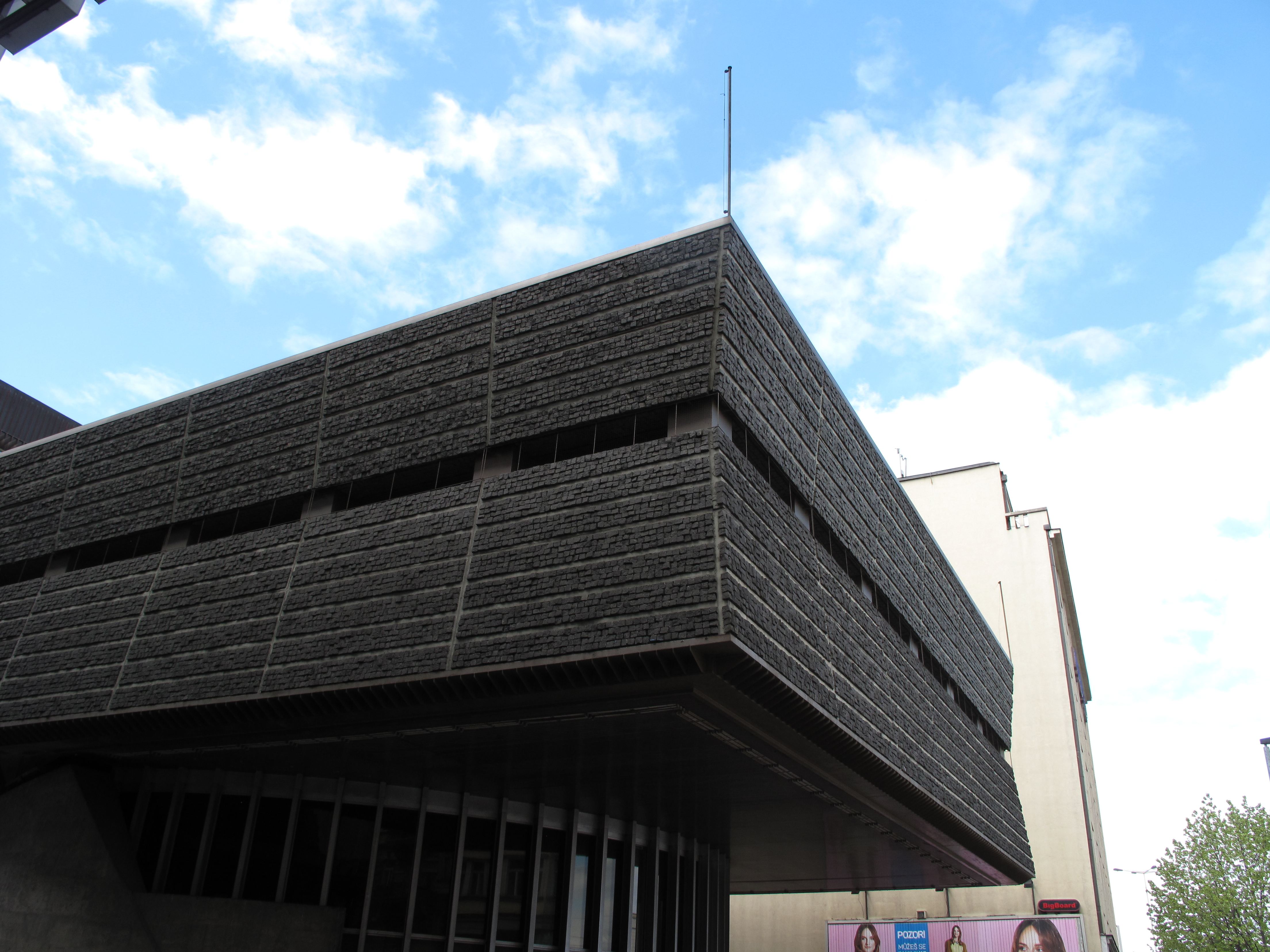
Parte dell'edificio principale
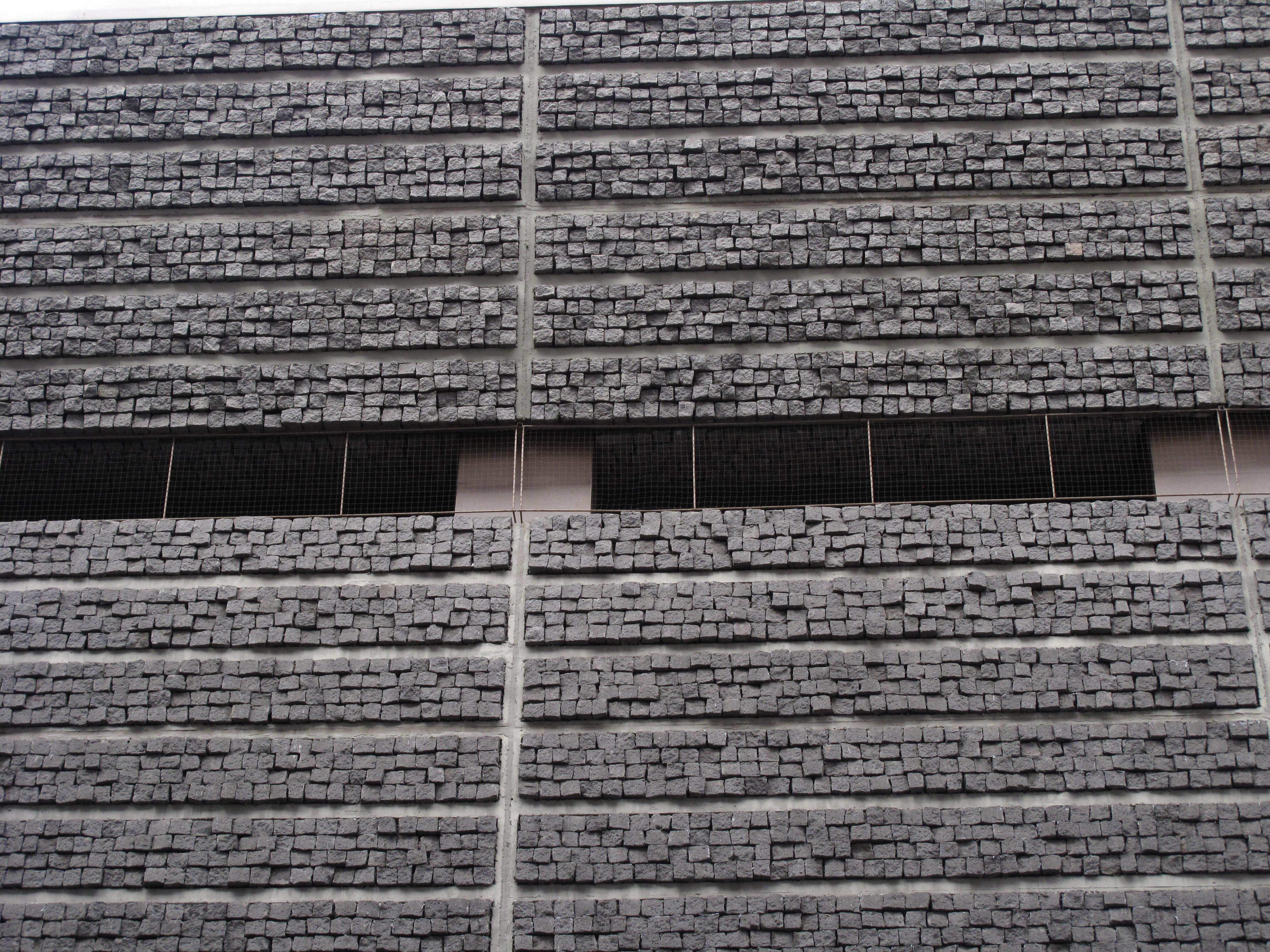
Dettaglio della facciata
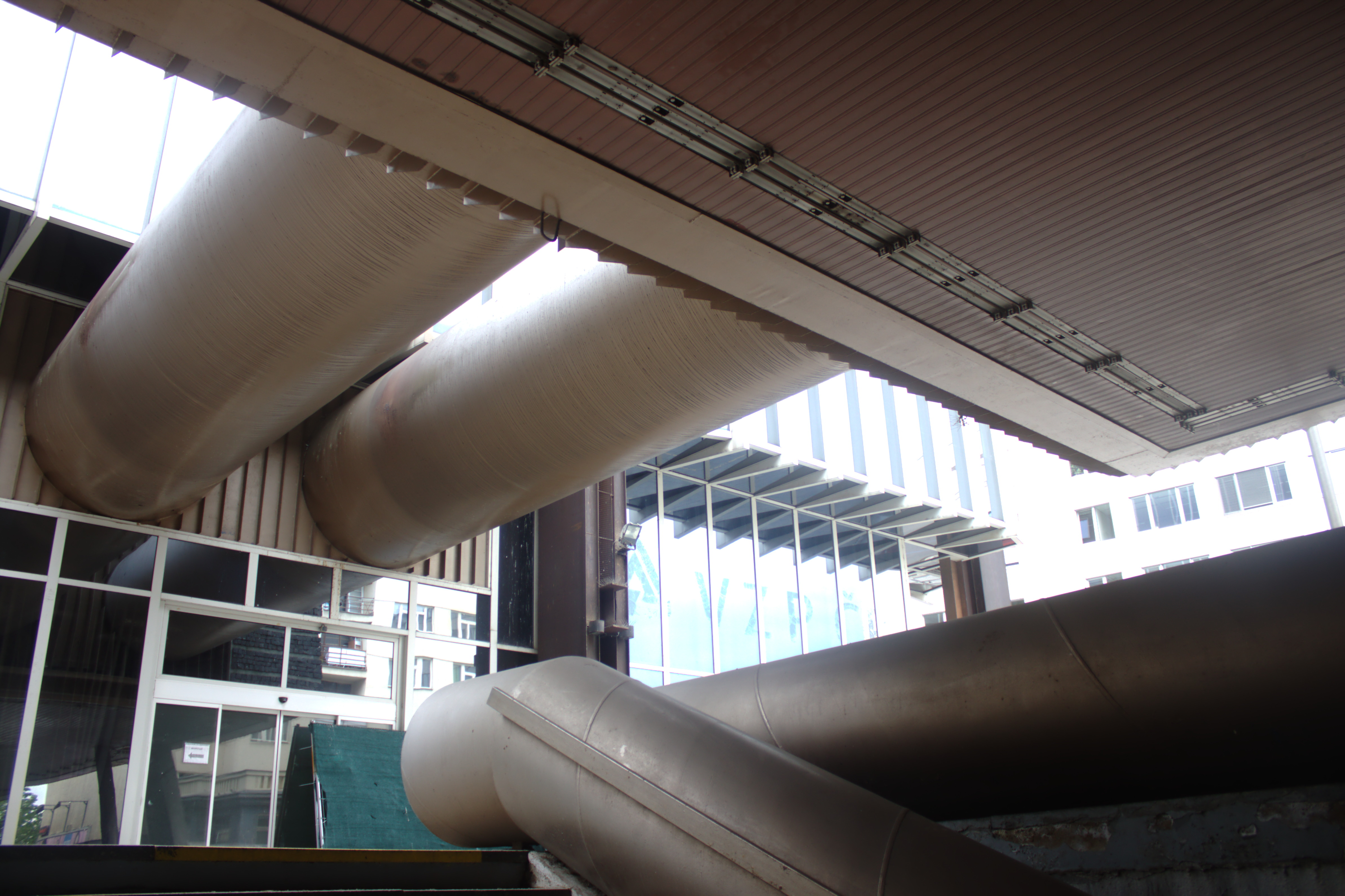
Uso dei tubi del gas
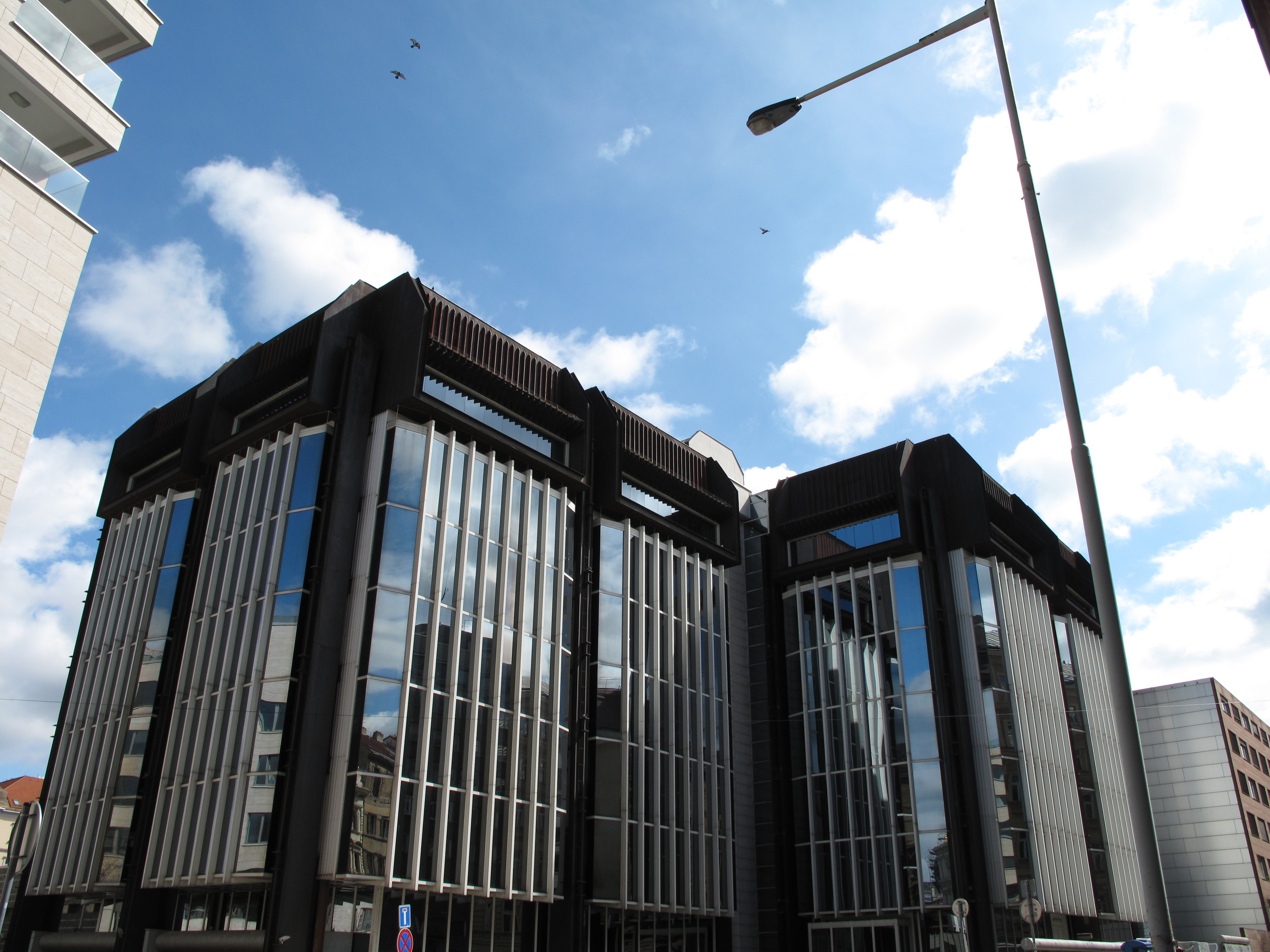
Gli alti edifici alle spalle
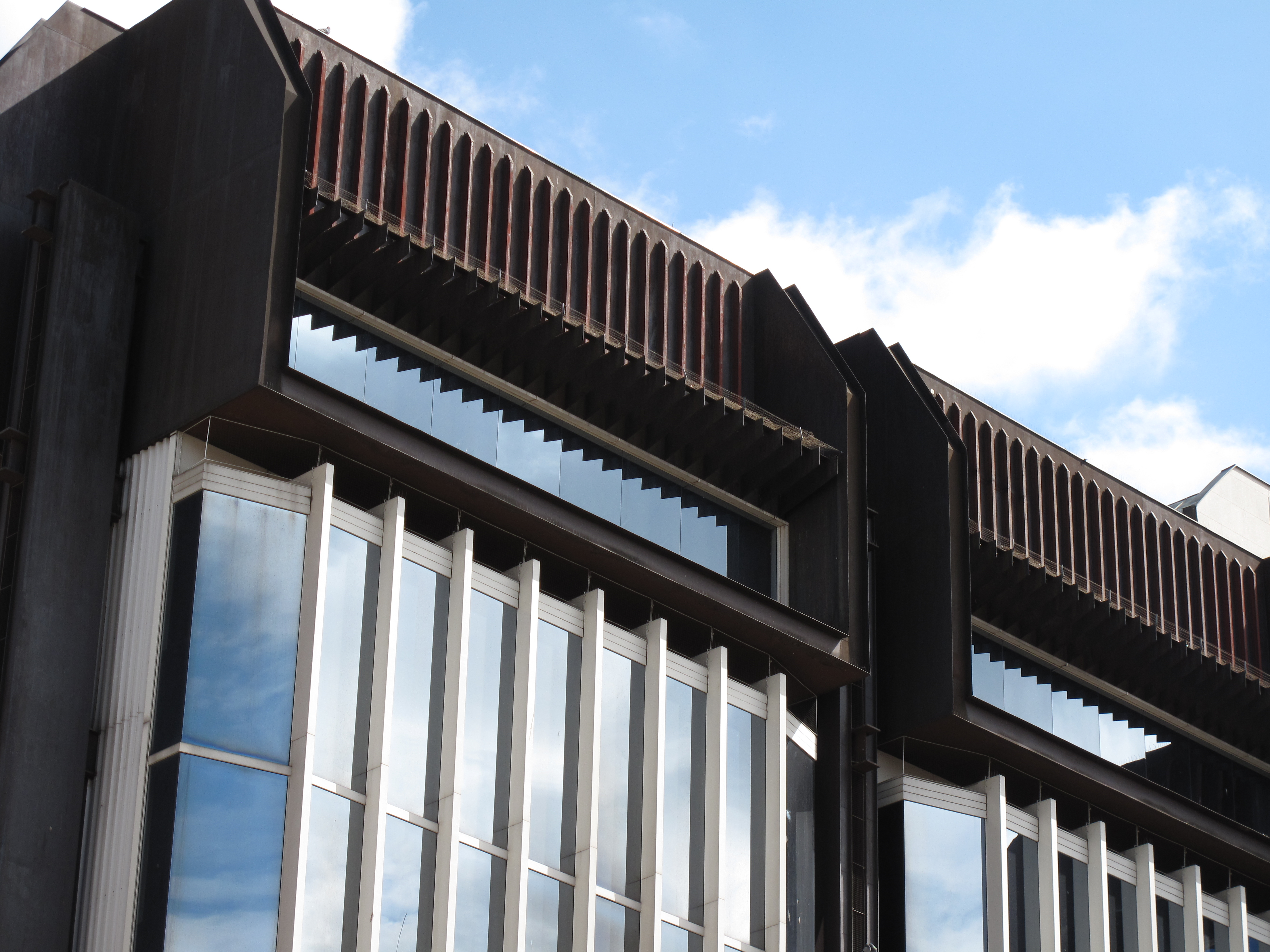
Dettaglio
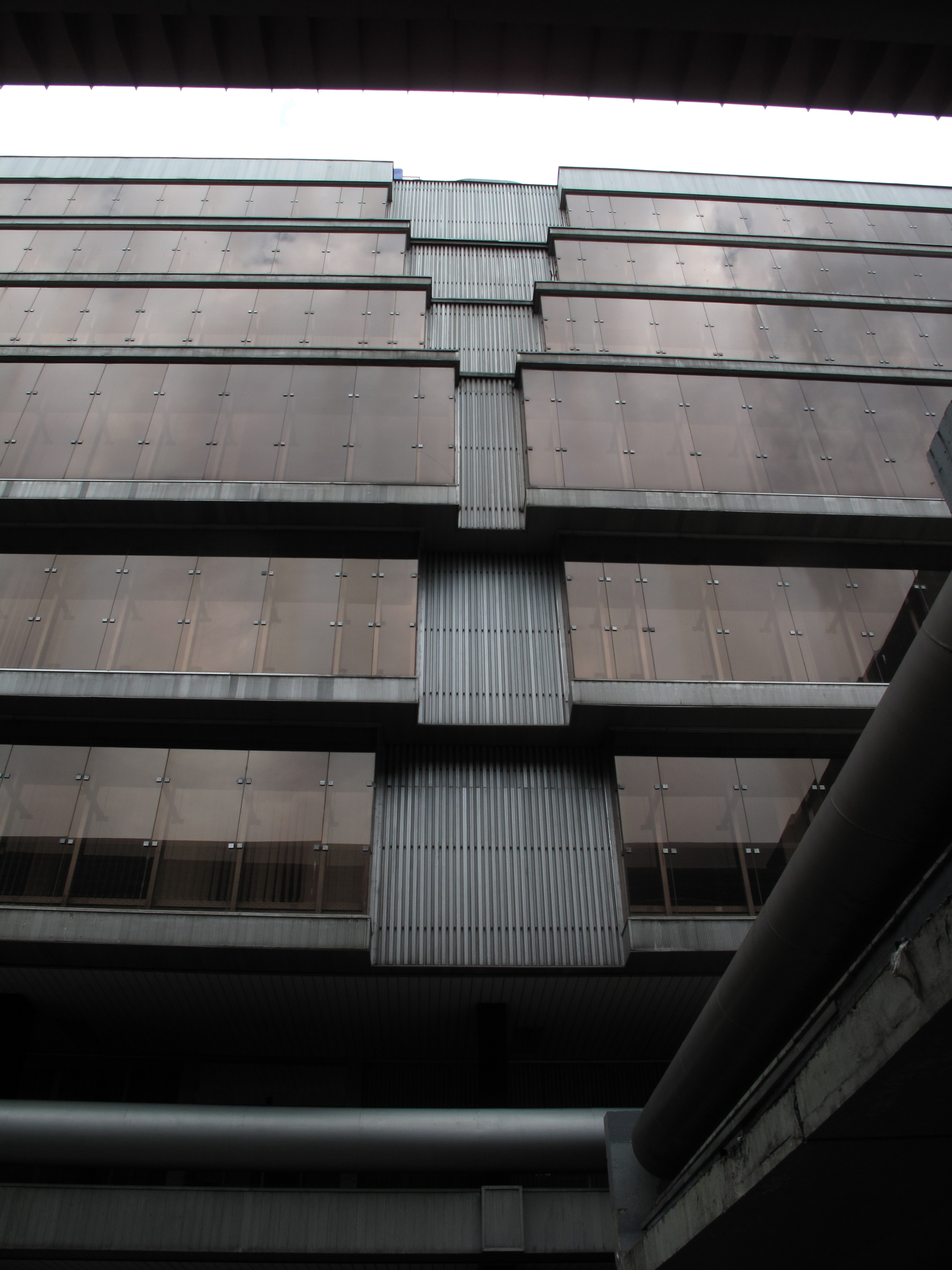
Dettaglio della parte terminale dell'edificio
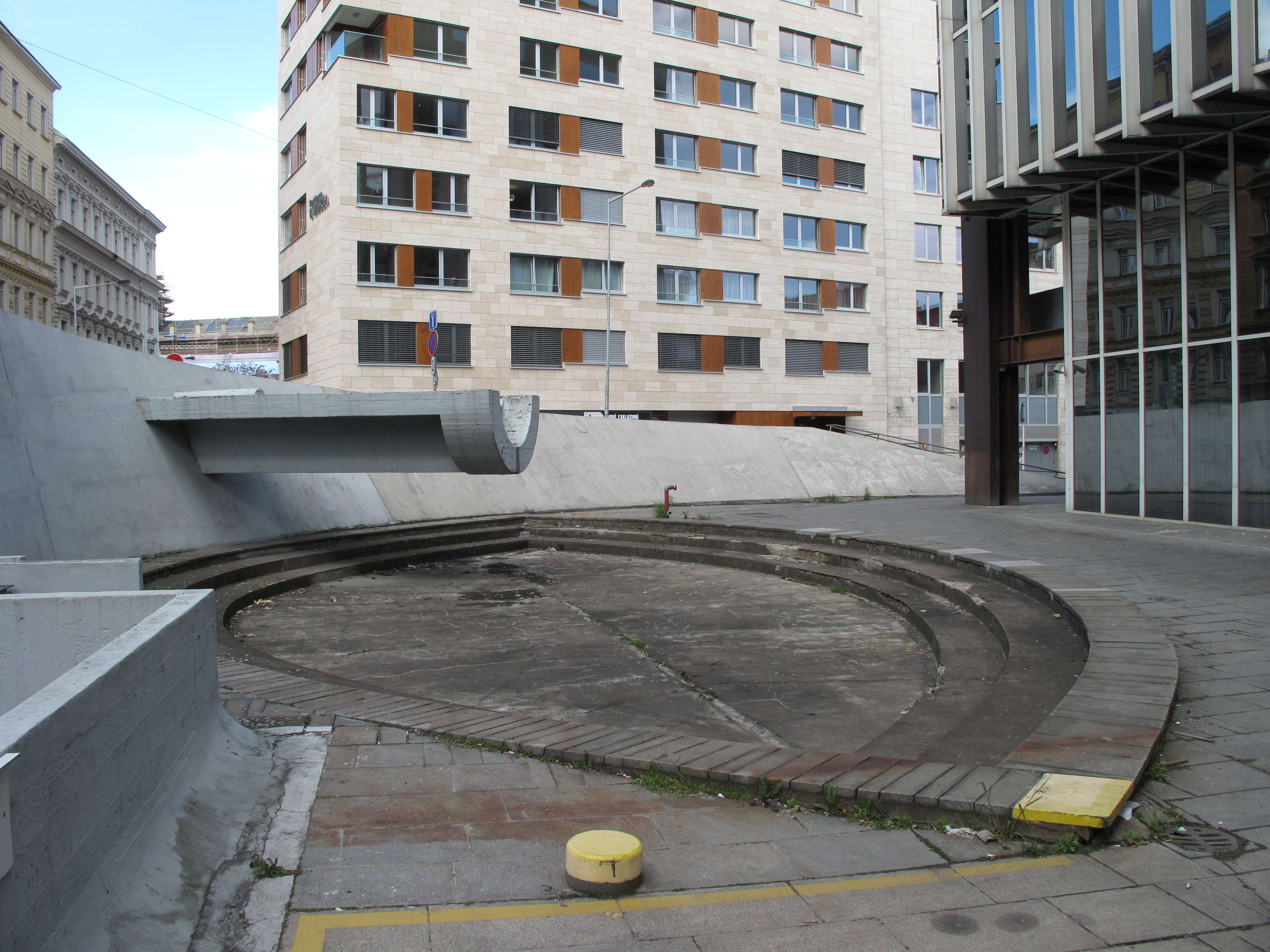
Fontana di Ivo Loos